# 索契-克拉斯诺达尔案
索契-克拉斯诺达尔案（俄語：Сочинско-краснодарское дело），又称梅杜诺夫案（Медуновское дело）是对20世纪80年代初发生在苏联俄罗斯克拉斯诺达尔边疆区黑海沿岸的一系列腐败与滥用职权刑事案件的统称。
对克拉斯诺达尔边疆区在第一书记谢尔盖·梅杜诺夫任内形成的犯罪局面的调查，是由时任国家安全委员会主席尤里·安德罗波夫发起的。苏联检察院侦查局在调查苏联渔业部案件时——该案涉及多名身居高位的官员——侦查人员的调查线索指向了度假城市索契。
在索契，他们注意到当时全国首家“海洋”连锁商店的店长阿尔森·普鲁伊泽，他因向渔业部副部长弗拉基米尔·雷托夫行贿而被逮捕。随后，其他索契官员也相继落网：包括“海洋”商店的副经理、肉鱼贸易基地的负责人、部长会议疗养院车库主任以及其他几人。在证词中，还出现了索契市执行委员会主席维亚切斯拉夫·沃龙科夫的名字。由此，所谓的“索契-克拉斯诺达尔案”正式形成。它由若干彼此独立的案件组成，调查人员在各案结案后依次将其移送法院，唯一的共同点是都发生在这一地区。
在索契市委主席沃龙科夫进入调查人员视线后不久，他便被逮捕并押送到列福尔托沃监狱。回忆起这起案件时，苏联总检察长直属重大案件高级调查员弗拉基米尔·卡利尼琴科曾说：
索契开始陷入恐慌。腐败集团惯用的手段纷纷上场。他们试图证明，被告关于受贿的证词不值得认真对待，称这些证词出自那些“长期被关押、处于隔离状态的人”。正是这句话，后来被谢尔盖·费奥多罗维奇·梅杜诺夫在公开演讲、媒体文章以及递交给苏共中央的报告中反复拿来做文章。
他们想尽一切办法来抹黑调查，碰巧出现了一个可以利用的机会——本案的一名证人、霍斯塔区执行委员会主席，因精神压力过大，在一次审讯后自杀身亡。于是便传出了铺天盖地的指控，称调查人员“逼人自杀”。随后展开了内部调查，但并未发现检察机关和内务部门工作人员有任何违规，更不存在滥用职权的情况。然而，地方领导层仍竭尽全力想要“封杀”克拉斯诺达尔的案件。梅杜诺夫要求苏联检察院高层不仅免去负责此案的调查员格奥尔基·埃芬巴赫、米哈伊尔·罗森塔尔、A·V·奇朱克的职务，还要逮捕他们并追究刑事责任。他们还试图向负责案件侦查的苏联副总检察长维克托·奈焦诺夫施加影响，但最终全都徒劳无功。
在调查这一案件的过程中，有五千多名官员被免职并开除出苏共，其中约一千五百人被定罪，且多被判处较长刑期。在格连吉克，市党委第一书记尼古拉·波戈金在接受审讯后不久便神秘失踪。同城的公共餐饮总局局长贝尔塔·博罗德金娜被判处死刑——她是斯大林去世后苏联唯一一位因经济犯罪而被处决的女性。因多项腐败事实，克拉斯诺达尔边疆区党委第一书记谢尔盖·梅杜诺夫受到严重警告并被免职（1982年，他出任苏联果蔬业部副部长）。